# Гете Вами
Гете Вами — эфиопская легкоатлетка, которая специализировалась в беге на длинные дистанции. Трёхкратная призёрка олимпийских игр, чемпионка мира 1999 года на дистанции 10 000 метров. Чемпионка мира по кроссу в 1996 и 1999 годах. Серебряная призёрка чемпионатов мира по кроссу 2000 и 2001 годов. На 15-километровом пробеге Zevenheuvelenloop 2006 года заняла 2-е место с результатом 47.31.
На Олимпийских играх 2008 года бежала марафон, но не смогла закончить дистанцию.

## Достижения

### 3000 метров
Золотая лига
- 1999:  Bislett Games — 8.29,83
- 1999:  Golden Gala — 8.29,72
- 2001:  Memorial Van Damme — 8.31,40

### 5000 метров
Золотая лига
- 1998:  Golden Gala — 14.44,51
- 1998:  ISTAF — 14.36,08

### Марафон
- 2002:  Амстердамский марафон — 2:22.19
- 2005:  Марафон Сан-Диего — 2:30.55
- 2006:  Лос-Анджелесский марафон — 2:25.26
- 2006:  Берлинский марафон — 2:21.34
- 2007:  Лондонский марафон — 2:21.45
- 2007:  Берлинский марафон — 2:23.17
- 2007:  Нью-Йоркский марафон — 2:23.32
- 2008:  Лондонский марафон — 2:25.37